# Гуренко Сергій Віталійович
Сергі́й Віта́лійович Гуре́нко (біл. Сярге́й Віта́левіч Гурэ́нка, рос. Серге́й Вита́льевич Гуре́нко, нар. 30 вересня 1972, Гродно) — радянський та білоруський футболіст, захисник. Після завершення ігрової кар'єри — футбольний тренер.
Як гравець насамперед відомий виступами за клуби «Локомотив» (Москва) та «Німан» (Гродно), а також національну збірну Білорусі.
Володар Кубка Білорусі. Дворазовий володар Кубка Росії. Володар Кубка Іспанії з футболу. Володар Кубка Італії.

## Клубна кар'єра
У дорослому футболі дебютував 1989 року виступами за «Хімік» (Гродно), яка після здобуття незалежності стала називатись «Німан».
Своєю грою за цю команду привернув увагу представників тренерського штабу московського «Локомотива», до складу якого приєднався 1995 року. Відіграв за московських залізничників наступні п'ять сезонів своєї ігрової кар'єри. Більшість часу, проведеного у складі московського «Локомотива», був основним гравцем команди.
1999 року уклав контракт з італійською «Ромою», проте заграти там не зумів і 2001 року був відданий в оренду до іспанського клубу «Реал Сарагоса», у складі якого став володарем Кубка Іспанії
Після цього Гуренко повернувся до Італії, підписавши контракт з «Пармою» і допоміг команді вибороти титул володаря Кубка Італії. Проте Сергій виходив на поле достатньо рідко, тому вже по завершенню сезону був відданий в оренду до «П'яченци», де став основним гравцем.
З літа 2003 року знову, цього разу п'ять сезонів, захищав кольори  московського «Локомотива».
Завершив професійну ігрову кар'єру у мінському «Динамо», за яке виступав протягом 2008–2009 років.
2014 року на деякий час повертався на футбольне поле, провівши у 41-річному віці декілька ігор за мінський «Партизан».

## Виступи за збірну
25 травня 1994 року дебютував в офіційних матчах у складі національної збірної Білорусі в товариській грі проти збірної України, яка завершилася поразкою білорусів з рахунком 1-3. Певний час був капітаном збірної. Всього протягом кар'єри у національній команді, яка тривала 13 років, провів у формі головної команди країни 80 матчів, забивши 3 голи.

## Кар'єра тренера
Розпочав тренерську кар'єру відразу ж по завершенні кар'єри гравця, 2009 року, увійшовши до тренерського штабу клубу «Динамо» (Мінськ) і незабаром очолив команду.
З 2010 по 2012 рік очолював «Торпедо-БелАЗ», після чого повернувся до мінського «Динамо», в якому зайняв посаду спортивного директора.

## Титули і досягнення

### Командні
- Володар Кубка Білорусі (1):

«Німан» (Гродно): 1992-93
- Володар Кубка Росії (3):

«Локомотив» (Москва): 1995-96, 1996-97, 2006-07
- Володар Кубка Іспанії з футболу (1):

«Реал Сарагоса»: 2000-01
- Володар Кубка Італії (1):

«Парма»: 2001-02
- Чемпіон Росії (1):

«Локомотив» (Москва): 2004
- Володар суперкубка Росії (1):

«Локомотив» (Москва): 2005

### Особисті
- Футболіст року Білорусі: 1999